# ジーヤマ
株式会社ジーヤマ（英: G-yama Co,.Ltd.）は、テレビ番組の制作を中心とする制作プロダクションである。

## 沿革
- 2001年（平成13年）にIVSテレビ制作を退職した社員で創業。
- 社名は社長の名字をひっくり返したもの（やまじ→ジーヤマ）とくりぃむしちゅーの二人が語っている。
- ふかわりょうは海外ロケの経験から『さまぁ〜ずチャンネル』番組内で「危険な制作会社」と述べている[1]。

## 所属スタッフ
プロデューサー
- 山地孝英（代表取締役）
- 北山孝
- 高橋利一郎
- 高橋寛之
- 池田桂子

演出・ディレクター
- 水野達也
- 掛水伸一
- 五島大徳
- 中野貴文
- 吉田康生
- 大島圭司
- 井谷光太郎

ディレクター
- 福永勇樹
- 武藤利治
- 鈴木崇志
- 本広丈二
- 山口敏
- 柿田隼
- 龍辰彦
- 落岩将平
- 東浦克幸
- 松木拓海
- 三澤香恋
- 髙橋美由
- 内海良直
- 仁木拓実
- 宮崎弘志
- 西脇未樹
- 澤田陸

## 手がけた番組

### 放送中の作品

#### 日本テレビ系
レギュラー番組
- 世界一受けたい授業
- ゴルガチ（RKC高知放送）

#### TBS系
レギュラー番組
- 炎の体育会TV
- 櫻井・有吉THE夜会

#### フジテレビ系
レギュラー番組
- トークィーンズ
- ミュージックジェネレーション
- 千鳥の鬼レンチャン

スペシャル番組
- 有吉ダマせたら10万円

#### テレビ朝日系
レギュラー番組
- リア突WEST.レボリューション（朝日放送テレビ）
- 家呑み華大（BS朝日）
- 華丸丼と大吉麺（朝日放送テレビ）

#### テレビ東京系
レギュラー番組
- 男子ごはん
- ABChanZoo

#### ネット番組
レギュラー番組
- さまぁ〜ずチャンネル
- A.B.C-Zの1000本ノック
- Netflixシリーズ 未来日記

### これまで制作を手がけた作品

#### 日本テレビ系
レギュラー番組
- マネーの虎
- 巨人中毒
- どろぬま仲裁人
- 不幸の法則
- 恋愛部活
- YOUたち!
- 爆笑100分テレビ!平成ファミリーズ
- SUPER SURPRISE火曜日
- ガチガセ
- ネリさまぁ〜ず
- 火曜サプライズ

スペシャル番組
- 松本人志・中居正広VS日本テレビ
- 有名人が通うマチャミ食堂
- ビンゴクイズ25
- 面白いじわるクイズ
- オトナの社会科見学
- 24時間テレビ
- 緊急!ビートたけしの独裁国家で何が悪い!
- タモリ教授のハテナの殿堂?
- 思い込みは一生の恥!クイズ本当にそれでいいんですね?（読売テレビ）
- 諸事情により…
- 行列のできる通販王
- 実は私こういう者でして

#### TBS系
レギュラー番組
- ウンナンのホントコ!
- 山口達也シリーズ
  - C.C.C
  - PPP
  - 天
  - ブーケをねらえ!

- オトセン→オトセンII
- クラッシュモンスター
- ウッチャきナンチャき
- ラブセン!
- ★愛と誠★
- ズバリ言うわよ!
- 魂のワンスプーン
- R30
- ゲンセキ
- 10カラット
- スイッチ!
- オビラジR
- 神さまぁ〜ず
- 大御所ジャパン!
- 悪魔の契約にサイン
- むちゃぶり!
- タイノッチ
- さまぁ〜ず式
- ホリさまぁ〜ず
- マルさまぁ〜ず
- 世界笑える!ジャーナル
- The Champion
- 全種類。（）
- 30☆Style
- さまぁ〜ずのヤリタ☆ガ〜リ〜
- 有田とマツコと男と女
- 7つの海を楽しもう!世界さまぁ〜リゾート

スペシャル番組
- ファイトTV24・やればできるさ!
- フードバトルクラブ
- ザ・プライスハンター 史上最強の"激安王"No.1決定戦
- THE CHAIR
- 誰でもクイズメイカー
- 東京VS46道府県
- 有吉でら実験！（CBCテレビ）
- オール芸人お笑い謝肉祭'16秋
- ゼウス
- ミリオンチャンス

#### フジテレビ系
レギュラー番組
- 超V.I.P.
- キカナイト
- キカナイトF
- もはや神ダネ
- フルタチさん
- レディース有吉（関西テレビ）
- オールナイトフジコ

スペシャル番組
- 告発!10人の怒れる芸能人
- 芸能人㊙プライベートジャーニー（関西テレビ）
- イメージア
- Dr.スランプアラレちゃんSP 〜うほほ〜い!帰ってきちったの巻〜
- 世界ゴミ屋敷バスターズ
- FNS27時間テレビ

#### テレビ朝日系
レギュラー番組
- 龍虎飯店
- ヒットの泉〜ニッポンの夢ヂカラ!〜（ABC朝日放送）
- 砂羽と可奈子があの街の美味しいギャップ大発見!だけど食堂（ABC朝日放送）
- 矢作・バカリのソコホル!?〜言われてみれば気になるアレ大調査〜（朝日放送テレビ）

スペシャル番組
- ドスペ2　テキトーTV
- 芸人魂!ガチレース（ABC朝日放送）
- さんまの世界に一つだけの歌（ABC朝日放送）
- さんま&槇原敬之の世界に一つだけの歌（ABC朝日放送）
- さんま&EXILEの世界に一つだけの歌（ABC朝日放送）

#### テレビ東京系
レギュラー番組
- GTに行こう!
- シブスタ S.B.S.T
- ヤンヤンJUMP
- 23時の密着テレビ「レベチな人、見つけた」

スペシャル番組
- みうら＆リリーのうすくてゴメン
- 50年のモヤモヤ映像大放出!この手の番組初めてやりますSP

#### その他
- シモネタGP2018（AbemaTV、インターネットテレビ番組）
- シモネタGP2018シモ半期（AbemaTV、インターネットテレビ番組）
- なんでもアリタっ!（goomo、インターネットテレビ番組）
- 石神秀幸のバリうまラーメン（Bee TV、ワンセグ携帯放送）